# Nederlands Genootschap voor Informatica
Het Nederlands Genootschap voor Informatica was tot 2014 een Nederlandse beroepsorganisatie van professionals op het gebied van informatica en informatiekunde. 
Per 1 januari 2014 fuseerde het met het Netwerk Gebruikersgroep Nederland tot Ngi-NGN. Deze vereniging ging vervolgens op 1 januari 2017 een fusie aan met de Koninklijke Nederlandse Vereniging van Informatieprofessionals, onder welke naam de gefuseerde vereniging doorging.

## Geschiedenis
Het NGI ontstond in 1977 door een fusie van het in 1958 opgerichte Nederlands Rekenmachine Genootschap, dat vooral bestond uit beoefenaars van de informatica en het uit 1960 daterende Genootschap voor Automatisering dat zich voornamelijk bezighield met het vakgebied dat oorspronkelijk administratieve automatisering en later (bestuurlijke) informatieverwerking genoemd werd. Daarvoor werkten deze twee organisaties al samen, o.a. bij de uitgave van het tijdschrift Informatie.

## Activiteiten
Het NGI was (mede)organisator van een groot aantal bijeenkomsten en seminars. Verschillende evenementen werden samen met andere verenigingen georganiseerd, zoals NOREA, PvIB en ITSMF.
Internationaal werkte het NGI samen met IFIP (International Federation for Information Processing) en CEPIS, het Council of European Professional Informatics Societies.

## Organisatie en lidmaatschap
Het genootschap kende naast een bestuur en verenigingsbureau verschillende andere verenigingsorganen. De leden werkten samen in werkgroepen, afdelingen en regio's.

### Werkgroepen
- WEFI

### Afdelingen
- Architectuur
- Beheer & Service Management
- Business Intelligence
- Governance
- Informatiebeveiliging
- IT-Recht
- Informatie Management
- Informatiesystemen
- IT-auditing
- Ngij
- Wetenschap en educatie
- Testen & Integratie
- VRI

### Regio's
- Den Haag
- Limburg
- Noord
- Noord-Holland
- Oost
- Rotterdam
- Utrecht
- Zuid

## Publicaties
Het NGI was mede-eigenaar van het maandblad Informatie (uitgegeven door Sdu) en publiceert diverse boeken.